# Kościół św. Andrzeja Apostoła w Łyntupach
Kościół Świętego Andrzeja Apostoła w Łyntupach – kościół parafialny w Łyntupach na Białorusi.

## Historia
Na początku XX wieku spłonął drewniany kościół z 1700 roku. Ponieważ parafia była liczna, a drewniany kościół nie mógł pomieścić wszystkich wiernych, w 1908 roku rozpoczęto budowę nowej, większej świątyni. Kościół ufundował Józef Biszewski i parafianie. Został zaprojektowany w stylu neobarokowym. W 1914 ukończono budowę.
W czasie II wojny światowej Niemcy urządzili w kościele przejściowy obóz dla ludności żydowskiej, trwało to kilka dni. Mieszkańcy Łyntup zmuszeni byli do wywożenia Żydów furmankami do pobliskiego lasu, gdzie dokonano egzekucji poprzez rozstrzelanie.
W czasach sowieckich próbowano zamknąć kościół, jednak wierzącym udało się go obronić. Na początku lat 90. XX wieku kościół został odnowiony.

## Opis
Kościół znajduje się w centrum miejscowości, na prostokątnym placu o powierzchni 400 m². Plac ogrodzony jest murem kamiennym z murowaną bramą od strony zachodniej. Kościół jest trójnawowy, z półkoliście zamkniętym prezbiterium. Fasadę flankują dwie trójkondygnacyjne wieże, zwieńczone latarniami krytymi hełmami.
W kościele znajduje się obraz św. Anny datowany na koniec XVIII/pocz. XIX w.
W zachodnim narożniku cmentarza przykościelnego znajdują się 4 nagrobki. Trzy z nich to nagrobki księży proboszczów łyntupskich z lat 1898, 1946 i 1959, czwarty małżeństwa - Wincentego Dowgiałly (+ 1859), prezesa sądu oraz jego żony Anastazji (+ 1862).

Galeria
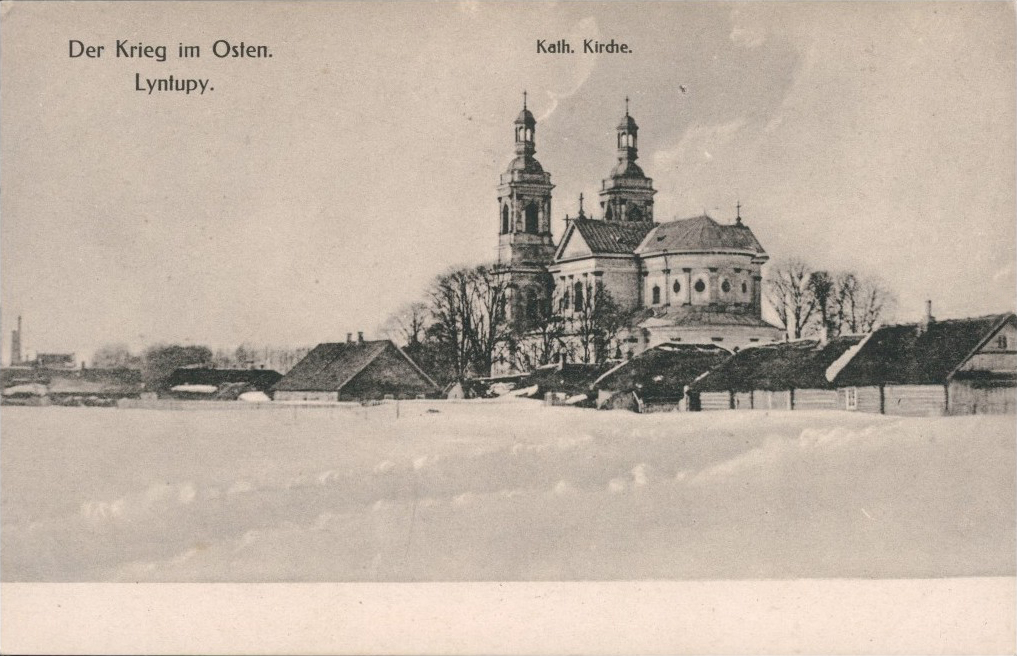
Bryła kościoła podczas I wojny światowej
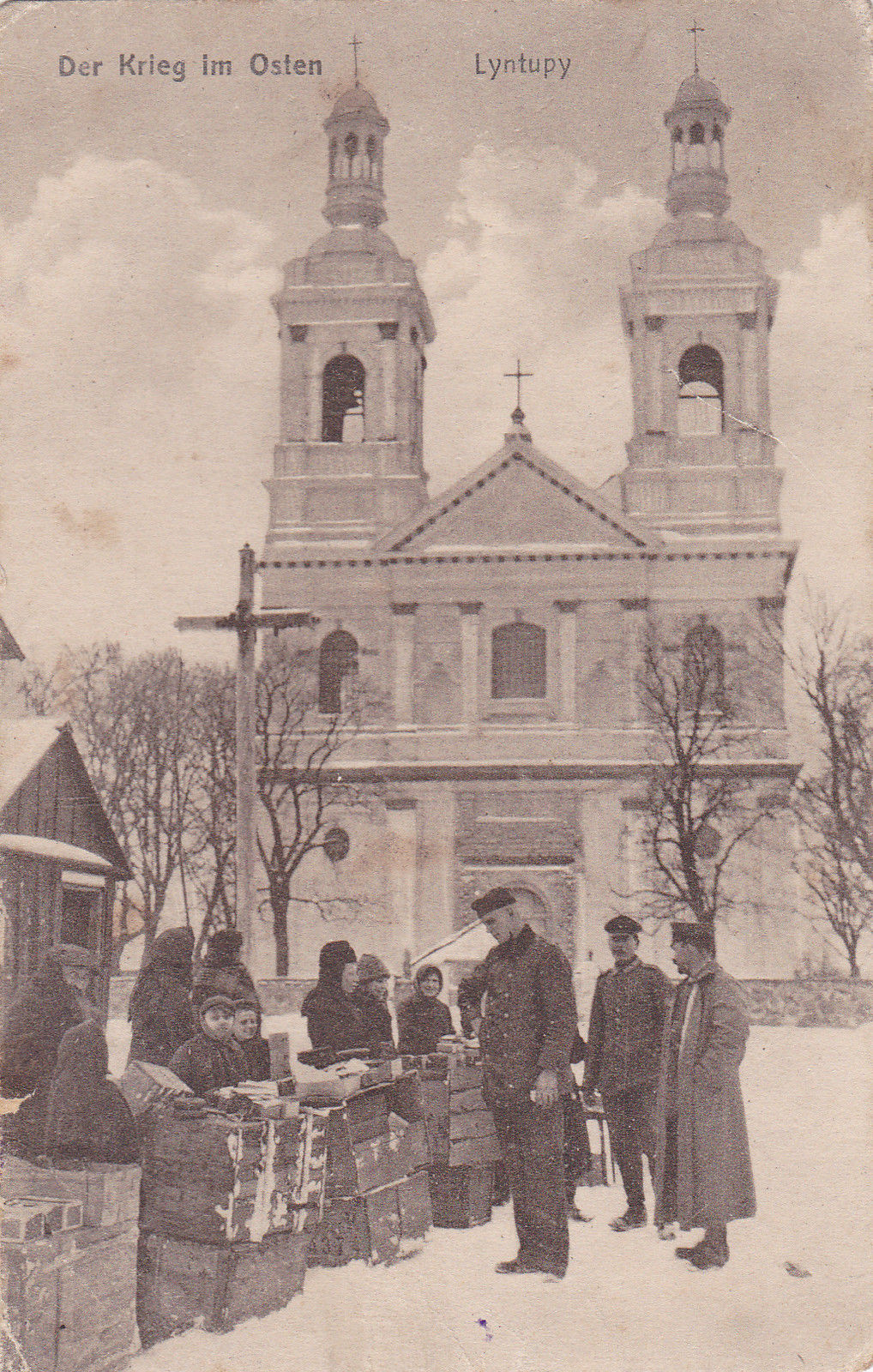
Kościół w 1916 roku
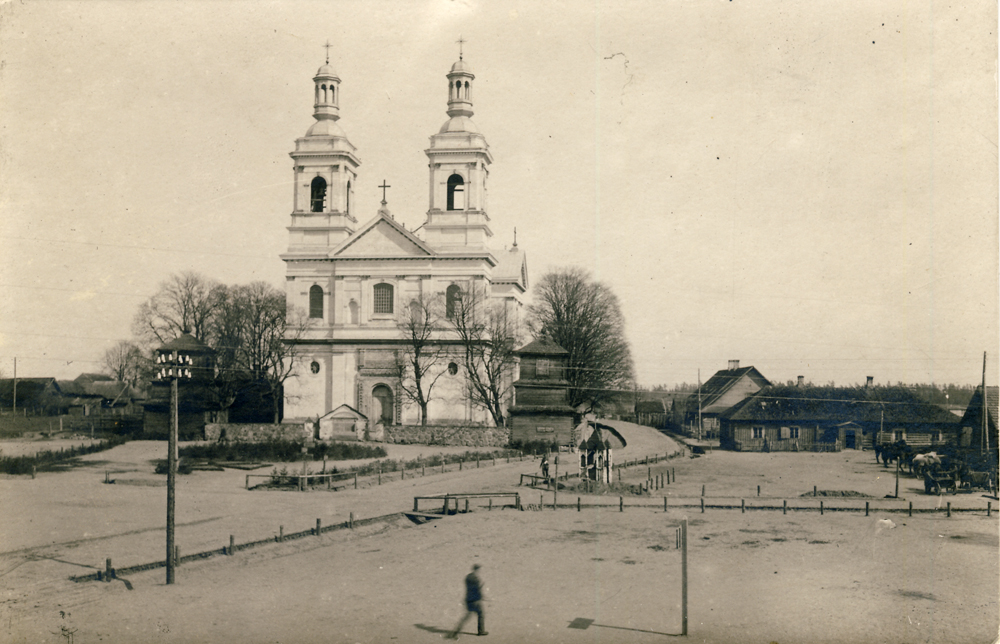
Kościół przed 1918 rokiem